# 普羅旺斯伯國
普羅旺斯伯國是中世纪罗讷河河谷以东普罗旺斯地区的一个封建领地，源自中法兰克王国，起初为王国，普罗旺斯的查理为国王，首府艾克斯。查理死后，该地被纳入勃艮第王国。879年，胖子查理死后，他的姐夫普罗旺斯的博索自立为王。博索死后，其子瞎子路易继位。
1487年，伯国与法国合并，国王成为“普罗旺斯、福卡尔基耶和邻近土地伯爵”，同时任命大司法总管帕拉梅德·德·福尔班为普罗旺斯总督和副将。普罗旺斯将保留其特权、特许权和自由。
在税收方面，普罗旺斯是一个真正的租税国家：“免费捐赠”，主要的直接税，是对财产征收的，但“贵族财产”除外。关于盐税，普罗旺斯是一个小盐税的国家：盐的销售由五个盐仓（贝尔、土伦、耶尔、弗雷瑞斯和戛纳）和附属仓库保证。
1790年，伯国的政治组织被改革为多个省份，立法机构被转移到新首都巴黎。这些事件导致联邦主义运动，这些运动将被国民公会（中央集权主义）军队镇压，土伦和马赛分别更名为拉蒙塔涅港和无名城。

## 名称
“普罗旺斯伯国”一名于1059年1月得到证实。它源于普罗旺斯伯爵的头衔，早在972年就得到了证实，并在1020-1030年间变得频繁。
普罗旺斯的名字来源于罗马时代：公元前58年至51年首次征服跨山北高卢（外高卢）。公元前，它是罗马行省（拉丁语：Provincia）的一部分，其首都是纳博讷，即纳博讷高卢。Provincia的拉丁名在普罗旺斯语中赋予了Proensa的形式。这种形式演变为Provensa，然后在《西蒙·瑞德·奥诺拉普罗旺斯语词典》中记录为Prouvença，最后在19世纪末，鲁马尼耶语音写作（称为米斯特拉尔式或“现代式”）的支持者的Prouvènço受到法语拼写的影响。古典主义者在他们的改革中建议恢复更原始的文字，即Provensa，可以在20世纪初的几张地图上找到，但最终将选择Provença作为中世纪形式，因为它包括代表“provincia”的词源。凯撒在高卢战记中说，在穿越罗讷河时，他从Provincia进入Narbonnensis，这可能解释了一个事实，即只有位于罗讷河以东的古代纳博讷高卢地区后来才被称为普罗旺斯。

## 地理

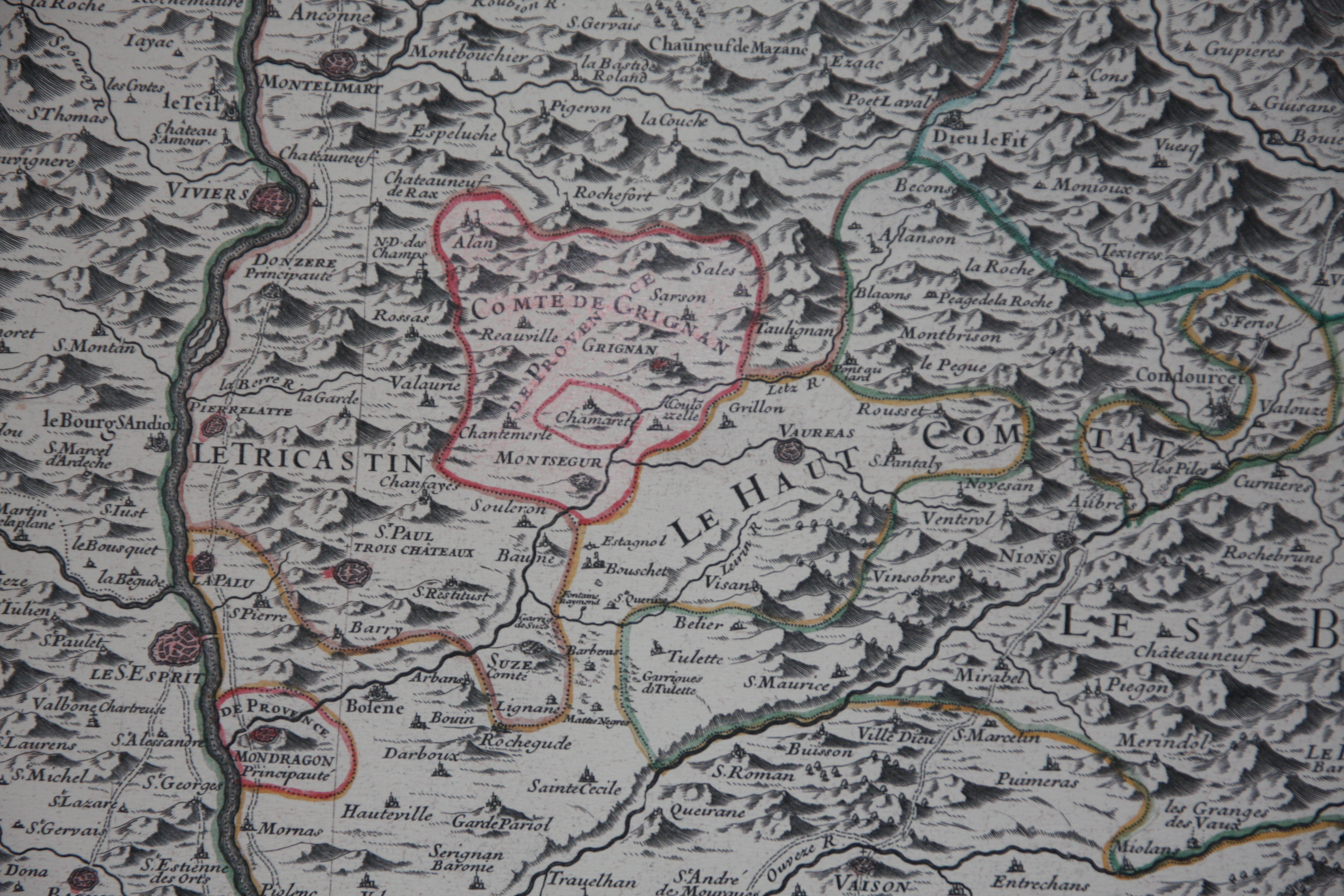
普罗旺斯语的外飞地，位于多菲内的普罗旺斯格里尼昂伯国，1700年地图

### 边界
历史上，罗马帝国结束后，“普罗旺斯”指536年并入法兰克王国的实体，并于947年成为勃艮第-普罗旺斯王国的一部分。随后，它成为普罗旺斯伯国，首府为阿尔勒，然后是普罗旺斯地区艾克斯（阿尔勒不断受到图卢兹伯爵、普罗旺斯侯爵的攻击），但边界波动：1125年，雷蒙-贝朗热和图卢兹的阿方索·约旦签订了一项条约，以划分普罗旺斯地区，普罗旺斯伯国与阿拉贡王国相连，直到《莫-巴黎条约》（1229年）。1388年，让娜女王去世后，其位于瓦尔河以东的领土失去，通过尼斯的让渡与萨伏伊国相连，首先被称为普罗旺斯新土地，然后从1526年起成为尼斯伯国。一个世纪后，1481年，普罗旺斯伯国由法国国王路易十一继承，成为法国的一个行省。
在中世纪，普罗旺斯包括南阿尔卑斯山，直到包括瓦尔河在内的左岸支流。阿尔卑斯地区的一部分随后被分离：北部是多菲内的一部分，东部是尼斯地区，1388年以普罗旺斯新土地的名义授予萨伏伊家族。1526年至1860年，萨伏伊家族以牺牲普罗旺斯为代价的收购产生了尼斯伯国的行政区划。
革命期间，普罗旺斯分为三个省：下阿尔卑斯省（1970年起改为上普罗旺斯阿尔卑斯省）、罗讷河口省和瓦尔省。1793年，阿维尼翁、沃奈桑伯爵领地和罗讷河口省北部成立了沃克吕兹省。滨海阿尔卑斯省于1860年由尼斯伯国和瓦尔省东部（格拉斯区）创建。
德龙省南部虽然历史上是多菲内的一部分，但被称为普罗旺斯德龙。当地所说的语言接近普罗旺斯语，圣保罗三堡城的主教区属于普罗旺斯大都会省（阿尔勒大主教区），布谢地区属于沃奈桑伯爵领地（上伯爵领地），迪瓦和瓦伦蒂尼是普罗旺斯侯爵的附庸。

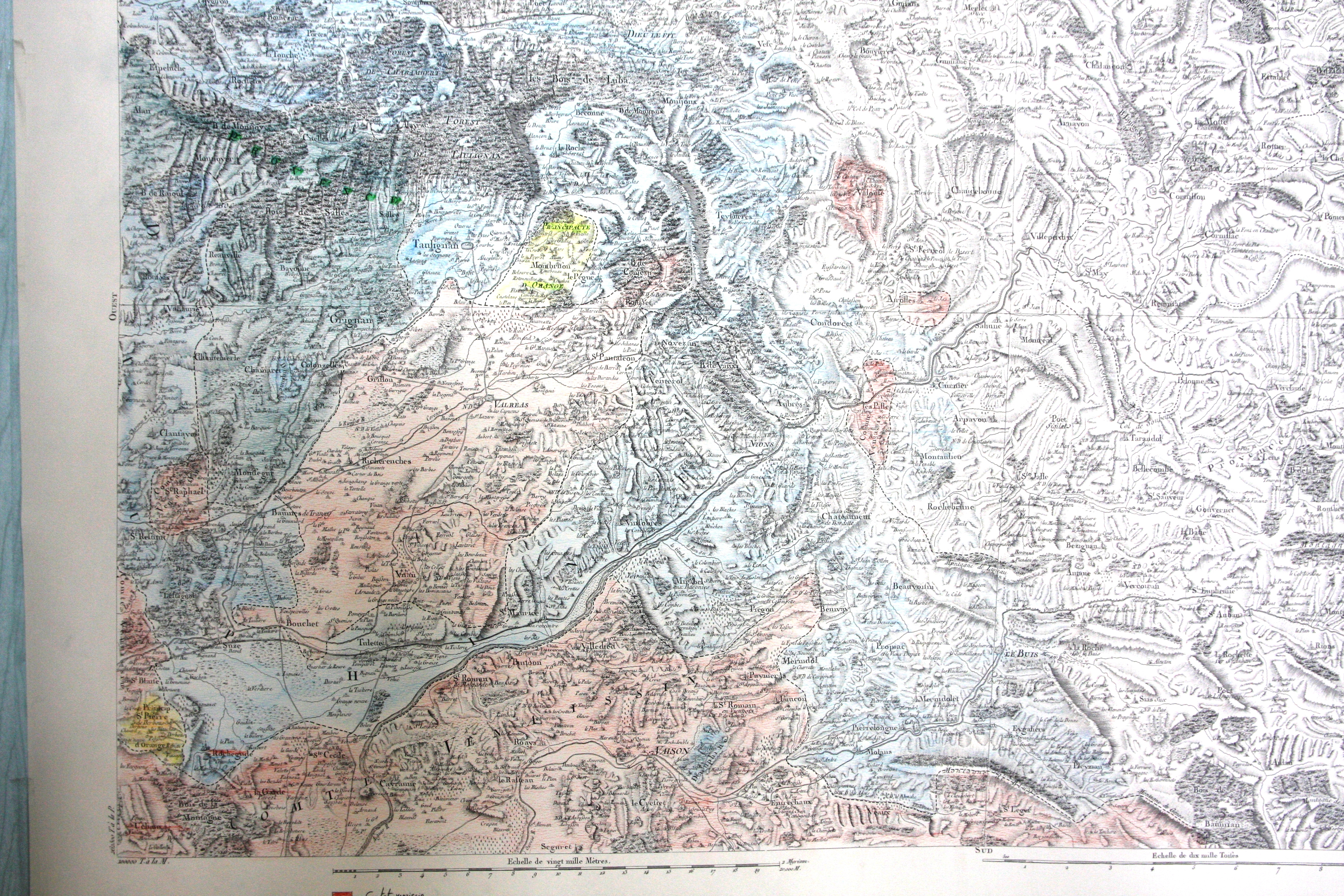
1750年卡西尼地图中第121节，以绿色表示普罗旺斯在多菲内的飞地

随后，一些真正的普罗旺斯飞地在普罗旺斯德龙的南部得以延续，如格里尼昂伯国（包括附近的村庄雷欧维尔、蒙茹瓦耶，萨勒苏布瓦、科隆泽勒和阿朗）、朗普的普罗旺斯飞地（在18世纪写为Lens）、圣迈、雷米扎、科尔尼永、波姆罗勒、埃加莱。所有这些村庄都声称源于普罗旺斯，拥有真正的历史基础。

### 地形

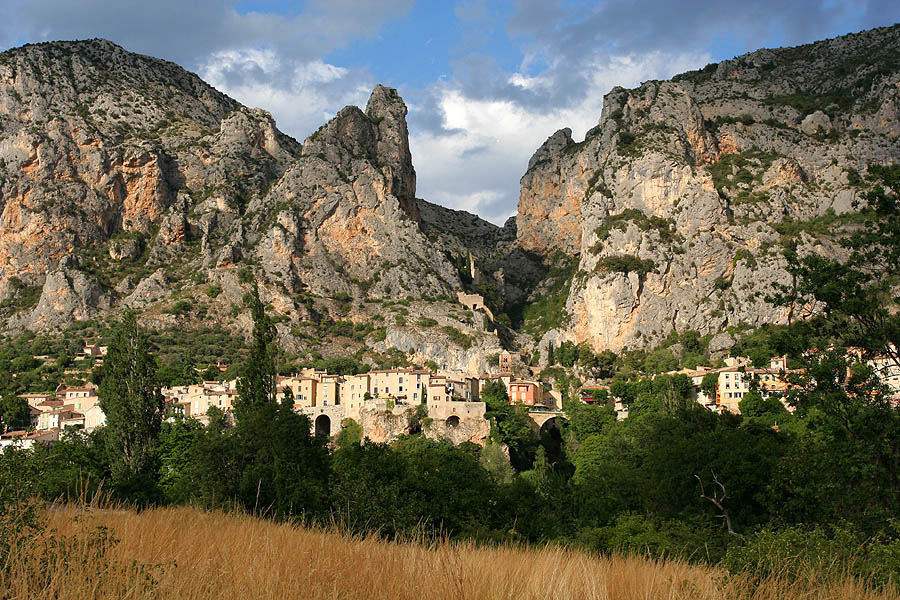
穆斯捷圣玛丽

普罗旺斯的地形总体上是丘陵，中部是令人印象深刻的前阿尔卑斯山，东部和东北部是南阿尔卑斯山脉，在尚贝朗（上普罗旺斯阿尔卑斯）的尚贝龙峰达到3412米。再往南是珀拉山地块，海拔3050米。在瓦尔河的两侧和韦尔东河的东部，卡斯特拉讷前阿尔卑斯山在朗山达到1996米的顶峰，由面向东西的高原和山脉组成。上普罗旺斯平面划定了中央丘陵的前阿尔卑斯山（瓦朗索勒高原、坎茹尔平地、阿尔比永高原）。在西部，主要位于沃奈桑伯爵领地的旺图山地块延伸至普罗旺斯，在索村国家森林中海拔1600米。以塞尚绘画闻名的圣维克多山控制着艾克斯地区。在罗讷河口省可以看到阿尔皮耶山（Alpilles）和沃克吕兹省，在沃奈桑伯爵领地的边缘，矗立着小吕贝龙，在普罗旺斯的东部，大吕贝龙延伸，最终到达穆尔内格雷（Mourre Negre）。最后，圣博姆山脉从西向东延伸，从热姆诺斯（罗讷河口省）到马佐格（瓦尔省）。
从马赛到芒通的海岸相当陡峭（卡朗克山、莫尔山、埃斯泰雷勒、法国里维埃拉）。夏季猛烈风暴造成的侵蚀可能构成相当深的沟壑。
该地区的西部以克罗平原和卡马格为标志，由罗讷河三角洲形成，构成了普罗旺斯地区唯一真正的平坦区域。

### 水文

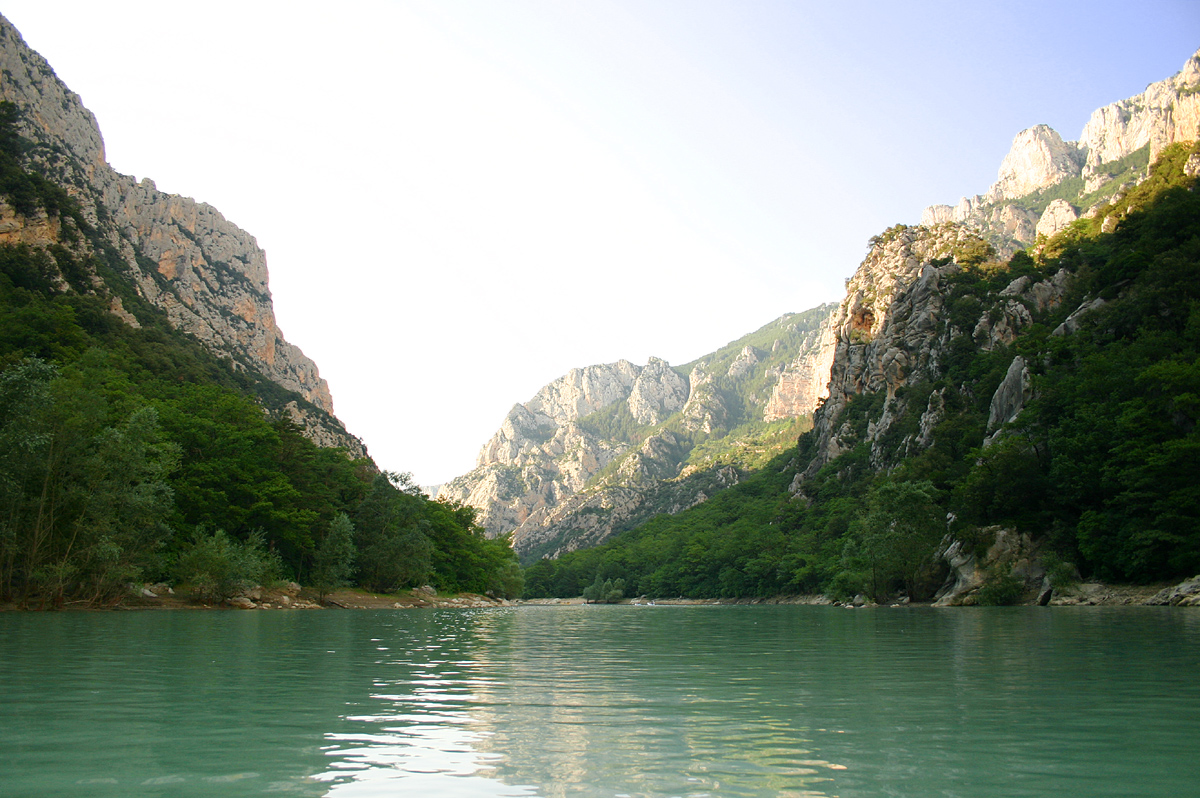
韦尔东峡

在流经普罗旺斯的河流中，最重要的是形成该地区西部边界的罗讷河。罗讷河是地中海所有河流中仅次于尼罗河的第二大河流。这条河在没有潮汐的情况下流入大海，形成了一个三角洲。现在已经筑坝，除了1993年、1994年和2003年的异常洪水外，该三角洲被冻结。
迪朗斯河是罗讷河的一条支流，发源于海拔2390米的贡德朗牧场，位于昂日山峰的斜坡上。源头位于上阿尔卑斯省靠近意大利边境的蒙热内夫尔的前贡德朗堡附近。它在阿维尼翁西南几公里处流入罗讷河，位于沃克吕兹省和罗讷河口省之间，作为两省的边界。迪朗斯河是一条被称为“反复无常”的河流，曾因其洪水（普罗旺斯传统称普罗旺斯的三大瘟疫是密史脱拉风、迪朗斯河和艾克斯议会）以及其低洼而令人担忧。
于拜河是一条河流，发源于于拜河谷海拔2655米的隆热山口，流经巴瑟洛内特（上普罗旺斯阿尔卑斯省的副省会），并从迪朗斯河注入塞尔蓬松水库。
韦尔东河发源于塞斯特里埃山脚（海拔2572米），在经约175公里后流入迪朗斯河。它以峡谷而闻名。
普罗旺斯还有很多沿海河流，主要包括：
- 瓦尔河发源于卡约勒山口以南1790米的高度，在滨海阿尔卑斯省流经114公里（并不流经以它的名字命名的省），然后在尼斯和圣洛朗迪瓦尔之间流入地中海。瓦尔河的水位通常较低（通常为50至100立方米/秒），被认为是普罗旺斯和尼斯地区之间的天然边界。

- 阿尔让河源于瓦尔省的塞永苏尔斯达尔让，经弗雷瑞斯流入地中海。

### 气候

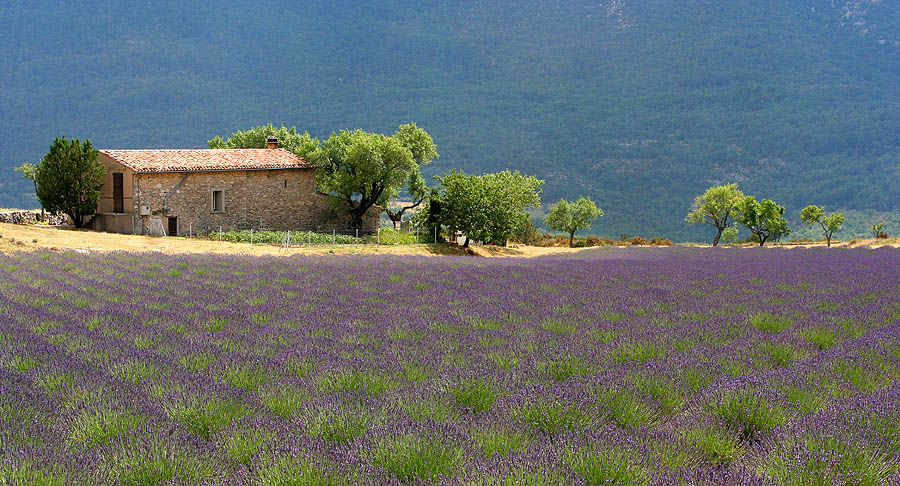
典型的普罗旺斯风光，薰衣草田

普罗旺斯是一个地中海气候区，夏季炎热干燥。海岸附近的冬季温和，东部通常潮湿，但北部和东北部（珀拉山、于拜河谷、迪涅前阿尔卑斯山）的冬季更为严酷，气候变为高山气候。
普罗旺斯中部和地中海地区的植被为灌木丛型，夏季干旱使其特别容易发生火灾。另一方面，在其最东部和最高山的部分，它变得更加绿色和潮湿。
主要风是密史脱拉风，其速度可能超过110公里/小时。每年有120至160天的风，平均每阵风速度为90公里/小时。

## 历史

### 古代，希腊到罗马时期

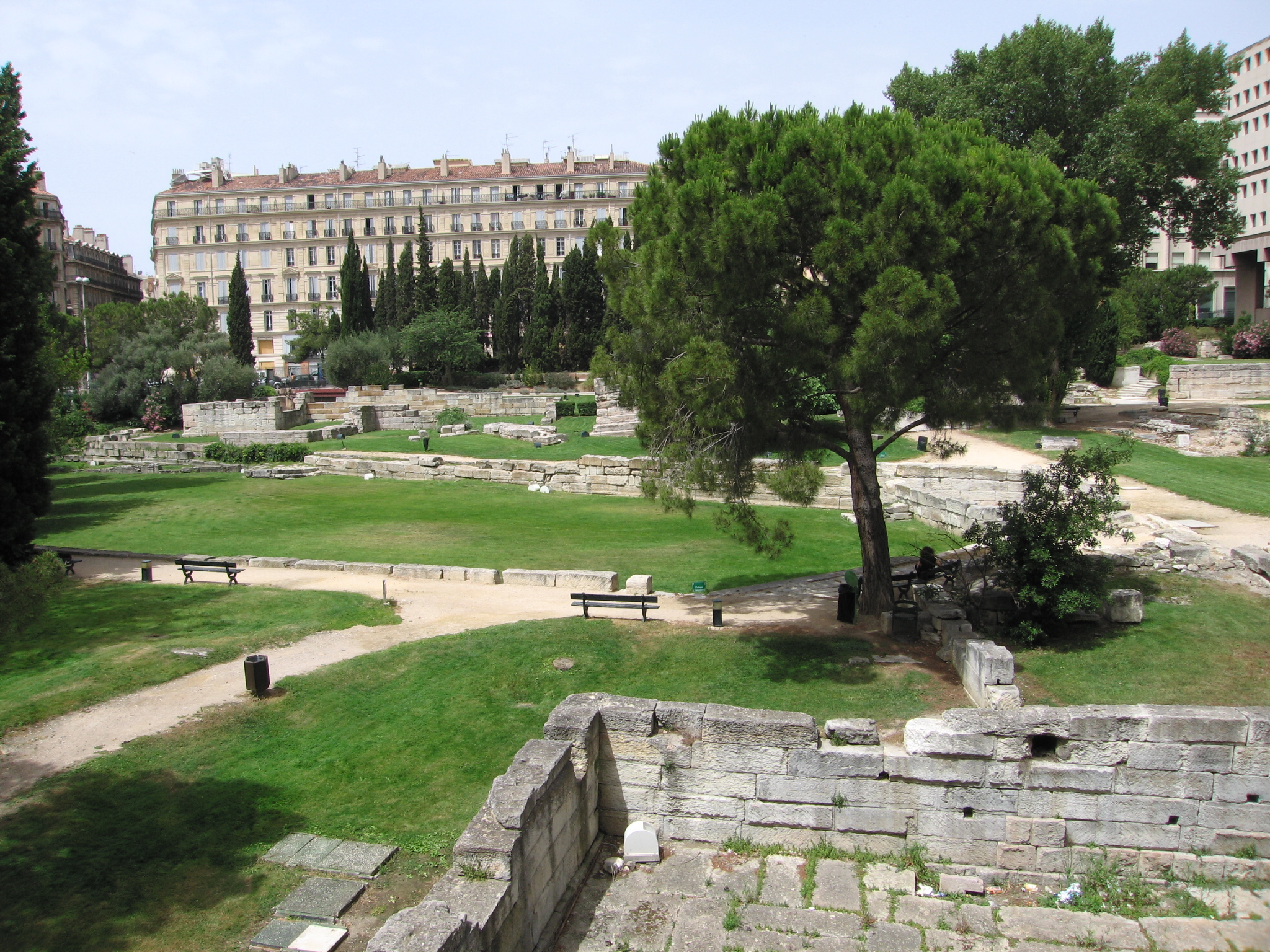
位于马赛的遗址公园

普罗旺斯海岸线在公元前600年左右被希腊人殖民。福西亚人在马赛定居（希腊语：Massalia）。它们分布在尼斯（Nikaia）、昂蒂布（Antipolis）、耶尔（Olbia）、锡富尔（Tauroeis）、阿尔勒、拉西奥塔（Citharista）、布雷冈松（Pergantion）、摩纳哥（Monoïcos）、阿特诺波利斯（Athénopolis）以及朗格多克海岸的部分地区，如阿格德（Agathé）或尼姆南部。在北部，他们在瓦尔雷阿斯附近建立了勒佩格，并在蒙特利马尔以东的拉洛皮停留。在罗马入侵和殖民之前，该地区主要居住着利古里亚人，他们后来与一些凯尔特士兵混在一起，后来形成了现代称呼的凯尔特-利古里亚人。
公元前181年：马赛福西亚人和他们在卡瓦永-阿维尼翁-奥朗日地区的希腊凯尔特卡瓦雷盟友呼吁罗马帮助他们对抗利古里亚海盗。
公元前125年：凯尔特-利古里亚部落联盟（萨鲁威人），由沃康蒂人、阿洛布罗基人和阿维尔尼人支持：执政官马尔库斯·弗尔维乌斯·弗拉库斯越过阿尔卑斯山并击败他们。前123年，一场新的战役，以摧毁昂特勒蒙的奥皮杜姆而结束。
公元前117年：开始修建通往比利牛斯山脉的多米提亚道（纪念执政官格奈乌斯·多米提乌斯·阿赫诺巴尔比）。它沿着一条古希腊道路（赫拉克利亚道）的路线。它的布局是罗马化的象征，并带来了贸易的发展。
公元前109年：日耳曼人（辛布里人、条顿人、提古林尼人、安布罗内人）的入侵：前102年马略在普罗旺斯艾克斯附近的普里耶尔粉碎了条顿人，前101年在韦尔切利粉碎了辛布里人。

### 中世纪

#### 中世纪早期

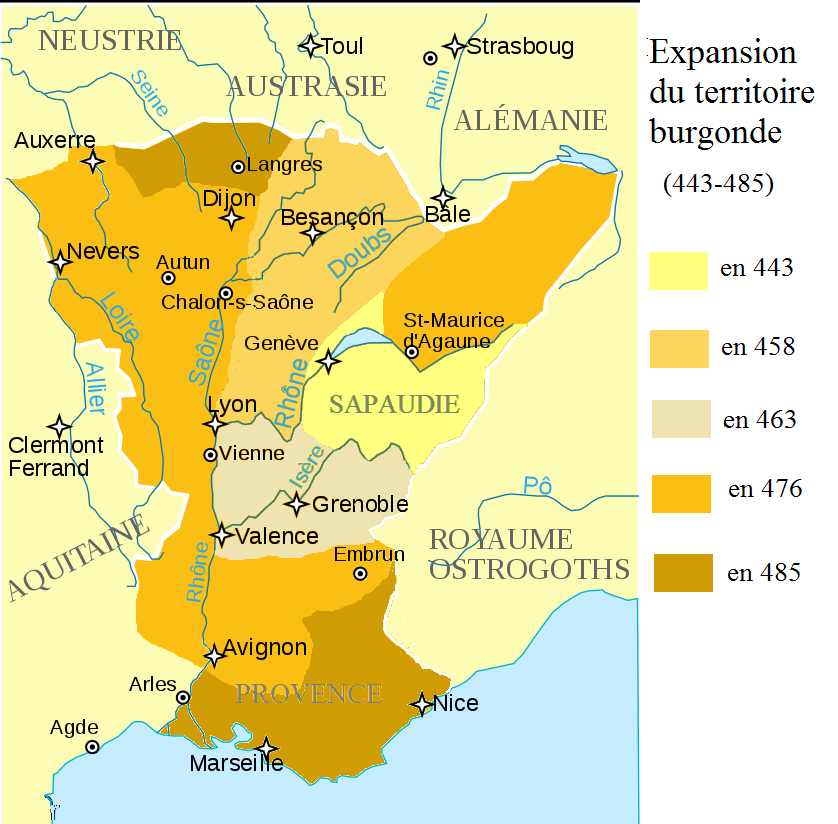
勃艮第人王国的扩张，443-485年

西罗马帝国灭亡后，罗讷河谷下游经历了各种入侵。西哥特人和奄蔡人掠夺了许多城市，并深入奥朗日和阿维尼翁。442年，勃艮第人在该地区定居，并选择维埃纳作为首都，维埃纳保留了其作为罗马大城市的威望。阿维尼翁标志着这个王国的南端。但在484年西哥特国王尤里克去世后，勃艮第人越过迪朗斯河，占领了整个普罗旺斯，并于501年将其归还西哥特王国。508年，东哥特人占领了普罗旺斯，在这个勃艮第人王国的南部建立了一个公国，隶属于他们的意大利达尔马提亚王国——普罗旺斯公国，后来的下普罗旺斯或普罗旺斯伯国（勃艮第部分将成为普罗旺斯侯爵领地）。536年，法兰克人占领了公国，部分并入法兰克勃艮第王国。查理·马特与哥特-摩尔人的盟友普罗旺斯贵族莫隆特（Mauronte）作战，并于736年将普罗旺斯永久纳入法兰克领地。
843年，《凡尔登条约》将普罗旺斯授予洛泰尔一世。他的儿子普罗旺斯的查理使其成为普罗旺斯-维埃纳或下勃艮第王国，短暂存续了一段时间（855-863年）。他死后，普罗旺斯并入意大利，维埃纳并入洛泰尔二世的洛塔林吉亚。在经历了一段动荡时期后，普罗旺斯再次被梅尔森条约纳入帝国领土，时间很短，因为875年皇帝路易二世去世后，它又回到了法兰克人秃头查理手中，时间也很短。他的姐夫普罗旺斯的博索于879年被宣布为普罗旺斯第二王国的国王。博索正在与加洛林王朝作战。博索的儿子瞎子路易，将普罗旺斯政府委托给阿尔勒的于格，后者于934年将其交给勃艮第国王鲁道夫二世。新的整体是勃艮第-普罗旺斯第二王国，也被称为阿尔勒王国。它一直持续到1032年。

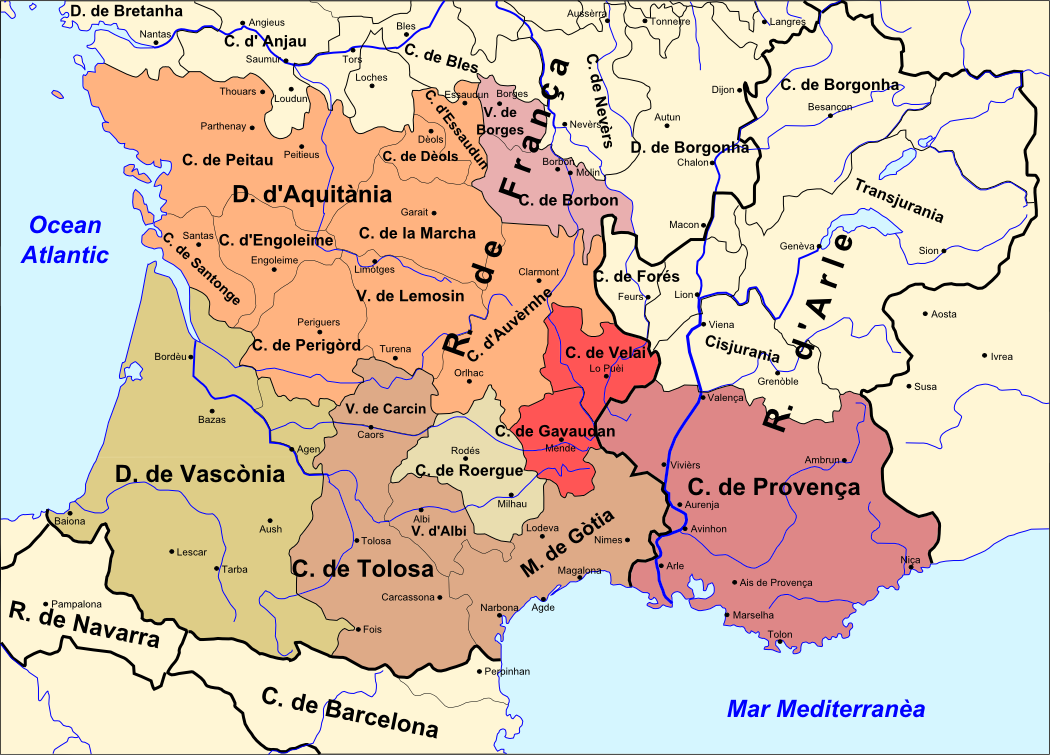
1030年的法国南部邦国，可以看到以棕红色表示的普罗旺斯伯国

880年代，一些来自安达卢斯酋长国的撒拉森人在瓦尔海岸偶然搁浅，并在弗拉克西内特（Fraxinetum）或弗雷内（Freinet）建立了一个基地，传统上位于拉加尔德弗雷内地区，他们从那里发动袭击，特别是在下普罗旺斯东部。阿尔勒的于格在931年和942年在拜占庭帝国船只的帮助下对他们进行了两次胜利的攻击，但没有将优势推进到将他们驱逐的地步。
947年，博索尼德王朝的博索（阿尔勒伯爵）接手普罗旺斯。在他死后，他的两个儿子，威廉一世和鲁博，分享了由他们的后代维持的不可分割的伯国。威廉的分支是普罗旺斯伯爵的分支，鲁博的分支是普罗旺斯侯爵的分支。

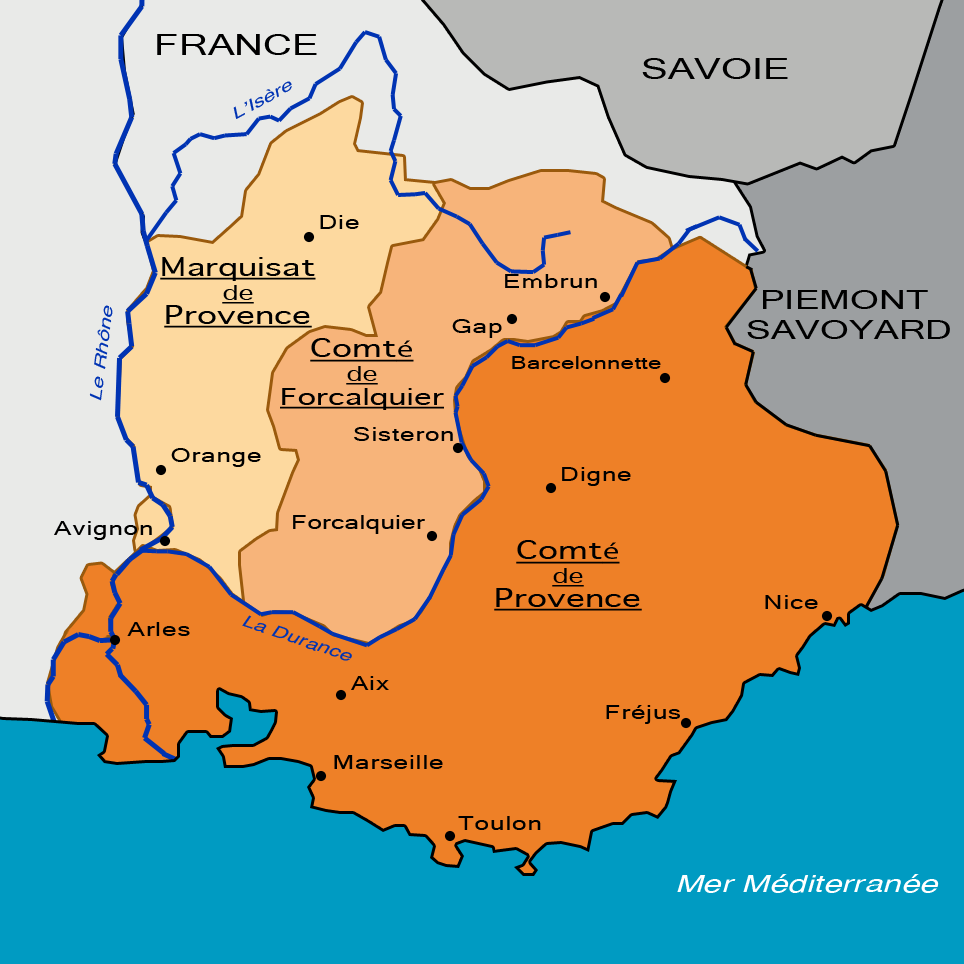
1125年的普罗旺斯，可以看到普罗旺斯侯国、福卡尔基耶伯国和普罗旺斯伯国

普罗旺斯伯国是鲁道夫勃艮第王国的主要封地之一。948年，康拉德一世在德国国王奥托一世的支持下，收复了维埃纳南部至地中海的领土，但932年阿尔勒的于格割让给勃艮第的鲁道夫二世的地区除外。为了控制这片领土，康拉德任命他手下的伯爵，并从普罗旺斯以外的地方选出，因为康拉德在普罗旺斯没有特别的领地，他只有一个理论上的财产，希望拥有对他忠诚的伯爵。他选择了两个来自马孔的兄弟，博索和威廉，鲁博的儿子，分别作为第一代阿尔勒伯爵和第二代阿维尼翁伯爵。这两兄弟似乎是一致行动的，弟弟从属于兄长，负责普罗旺斯伯国的北部、中部、西部和东南部。在普罗旺斯东部，康拉德任命了第三位伯爵格里福（Grifo）或格里丰（Griffon），负责阿普特（Apt）地区，可能还有格朗德夫斯（Glandèves）和塞内兹（Senez），负责管理普罗旺斯阿尔卑斯地区。阿尔勒和阿维尼翁同一家族的两位伯爵的选择可能源于这样一个事实，即在瞎子路易统治时期，阿尔勒的于格统一了普罗旺斯地区的管理。为了限制普罗旺斯伯国从主权中解放出来的风险，康拉德将主权领土划分为两个子爵，分别位于马赛和卡瓦永。委托给马赛和卡瓦永领主的领土不同于阿尔勒、阿维尼翁和阿普特伯爵的领土。阿普特子爵在1017-1018年左右迅速消失。马赛独立领主的任命剥夺了阿尔勒伯爵和阿维尼翁伯爵通往地中海的便利。马赛领主的创建出现在948年10月7日的一份法案中，引用了马赛主教奥诺拉、阿卢尔夫和博索的话。马赛子爵一词的出现可追溯到977年。马赛子爵对普罗旺斯伯国的自治直到1252年和1257年安茹的查理的权威行动才停止。康拉德直到963年才访问普罗旺斯伯国。勃艮第国王似乎对普罗旺斯几乎没有兴趣。在康拉德一世和他的儿子鲁道夫三世统治期间，他们只推出4或5部关于普罗旺斯的法案。
972年，在克吕尼的马约勒被绑架后，克吕尼修道院院长威廉一世和鲁博在普罗旺斯领主和都灵侯爵的帮助下，将普罗旺斯从撒拉森人手中解放出来，撒拉森人以弗拉克西内特（灰森林）城堡为据点不断掠夺该地区。这场针对撒拉森人的军事行动是在没有康拉德军队的情况下进行的，实际上掩盖了普罗旺斯、当地贵族以及城市和农民社区的脚步，他们一直拒绝封建演变和伯爵权力。它允许威廉获得普罗旺斯事实上的宗主权。他将收复的土地分配给他的附庸，仲裁不同的土地，从而创造了普罗旺斯封建制度。威廉在975年被任命为侯爵，将阿尔勒作为他的首都。

1030年的法国地图，普罗旺斯伯国隶属于阿尔勒王国

勃艮第的鲁道夫三世没有后代，他任命神圣罗马帝国皇帝康拉德二世为继承人。1032年鲁道夫去世后，勃艮第王国——以及普罗旺斯伯国所属的阿尔勒王国——成为神圣罗马帝国的一部分。然而，神圣罗马帝国皇帝对普罗旺斯的宗主权当时只是名义上和理论上的。
1019年，普罗旺斯女伯爵艾玛与图卢兹伯爵威廉三世结婚，将鲁博王朝的权利转让给图卢兹王朝。从1093年起，普罗旺斯侯爵的头衔永久地被图卢兹伯爵继承。1112年，威廉王朝的继承人普罗旺斯的杜丝与巴塞罗那伯爵拉蒙·贝伦格尔三世（Raimond-Bérenger III）结婚，后者成为普罗旺斯的雷蒙-贝伦格尔一世。图卢兹和巴塞罗那王朝随后就侯爵身份发生冲突。1125年，雷蒙-贝伦格尔和图卢兹的阿尔方斯·茹尔丹签订了一项条约：根据该条约，普罗旺斯伯国被划分为迪朗斯河北部的侯国（分配给图卢兹伯国）和河南部的伯国（分配给巴塞罗那伯国）。与此同时，普罗旺斯东北部在福卡尔基耶伯国周围的领地事实上独立了。1193年，普罗旺斯的阿尔方斯二世娶了福尔卡基尔伯爵威廉二世的孙女萨布朗的加尔申德，这使得普罗旺斯伯国得以收复福卡尔基耶伯国的南部，而伯国的北部，即加普和昂布兰周围，则由多菲内的封建领主统治。这一事实解释了普罗旺斯-阿尔卑斯-蔚蓝海岸大区纹章中海豚（代表多菲内）的存在。
在此期间，普罗旺斯的附庸奥朗日伯国于1181年建立为亲王国。

#### 中世纪晚期

1477年的法国，普罗旺斯已经进入卡佩-安茹-瓦卢瓦王朝统治之下

1245年，普罗旺斯的雷蒙·贝伦格五世去世，他的四个女儿分别结婚：圣路易和玛格丽特、康瓦尔的理查和桑奇娅、英格兰国王亨利三世和埃莉诺和圣路易的弟弟安茹和曼恩伯爵查理和比阿特丽克斯。最后一位继承了普罗旺斯和福卡尔基耶两个伯国，并将其移交给安茹第一卡佩王朝。这就是为什么福卡尔基耶被昵称为“四王后之城”。积累了王室头衔（包括那不勒斯-西西里、耶路撒冷、塞浦路斯、阿卡、塞萨洛尼基等），伯爵们被称为国王。
但普罗旺斯-福卡尔基尔伯国被肢解了。根据标志着阿尔比十字军东征结束的《莫-巴黎条约》（1229年），1271年普瓦捷的阿尔方斯去世后，侯爵爵位移交给法国国王腓力三世，后者于1274年将其割让给教皇额我略十世，成为沃奈桑伯爵领地。
1382年，乔万娜女王去世后，安茹第一卡佩王朝终结。她收养了路易一世（国王查理五世的弟弟），成为伯爵，然后升为安茹公爵，在经历了一段被称为艾克斯联盟战争的动荡时期后，建立了安茹第二卡佩王朝。这个王朝以1481年安茹的查理五世去世而结束。
1388年，在伴随着乔万娜女王继承权而来的动乱和内战之后，尼斯市及其维格里-相应的行政区划-皮热泰涅和蒂内河和韦叙比河河谷成为普罗旺斯的新土地，并受到萨伏伊王朝的保护，尼斯被割让给萨伏伊。1526年，这些土地被命名为尼斯伯国。
1481年12月10日，普罗旺斯伯爵查理三世口述了一份遗嘱，任命法国国王路易十一为普遍受遗赠人。查理三世于第二天12月11日去世。12月19日，路易十一委托帕拉梅德·德·福尔班占领普罗旺斯。12月29日，在皮埃尔·德拉雅耶（Pierre de la Jaille）的主持下举行会议，各地听取查理三世的遗嘱。福尔班于1482年1月15日召集各地。1482年1月至1487年4月起草和通过的法案批准了普罗旺斯和法国的联盟，“作为一个主体到另一个主体（……），普罗旺斯伯国和国家并非从属于[法国]王室”。1486年8月，各地领主要求查理八世宣布普罗旺斯与法国的联盟为“最终和永恒的”。法国国王通过1486年10月的专利证书向他们表示诚意，并于1487年4月9日通知各地领主。从法律上讲，这只是王室的个人联盟（共主邦联），法国国王在普罗旺斯只是作为普罗旺斯伯爵行事，直到法国大革命。“请陛下称自己为（……）普罗旺斯伯爵，（……）这样我们就没有义务服从任何没有这一头衔的信。”

### 法兰西伯国

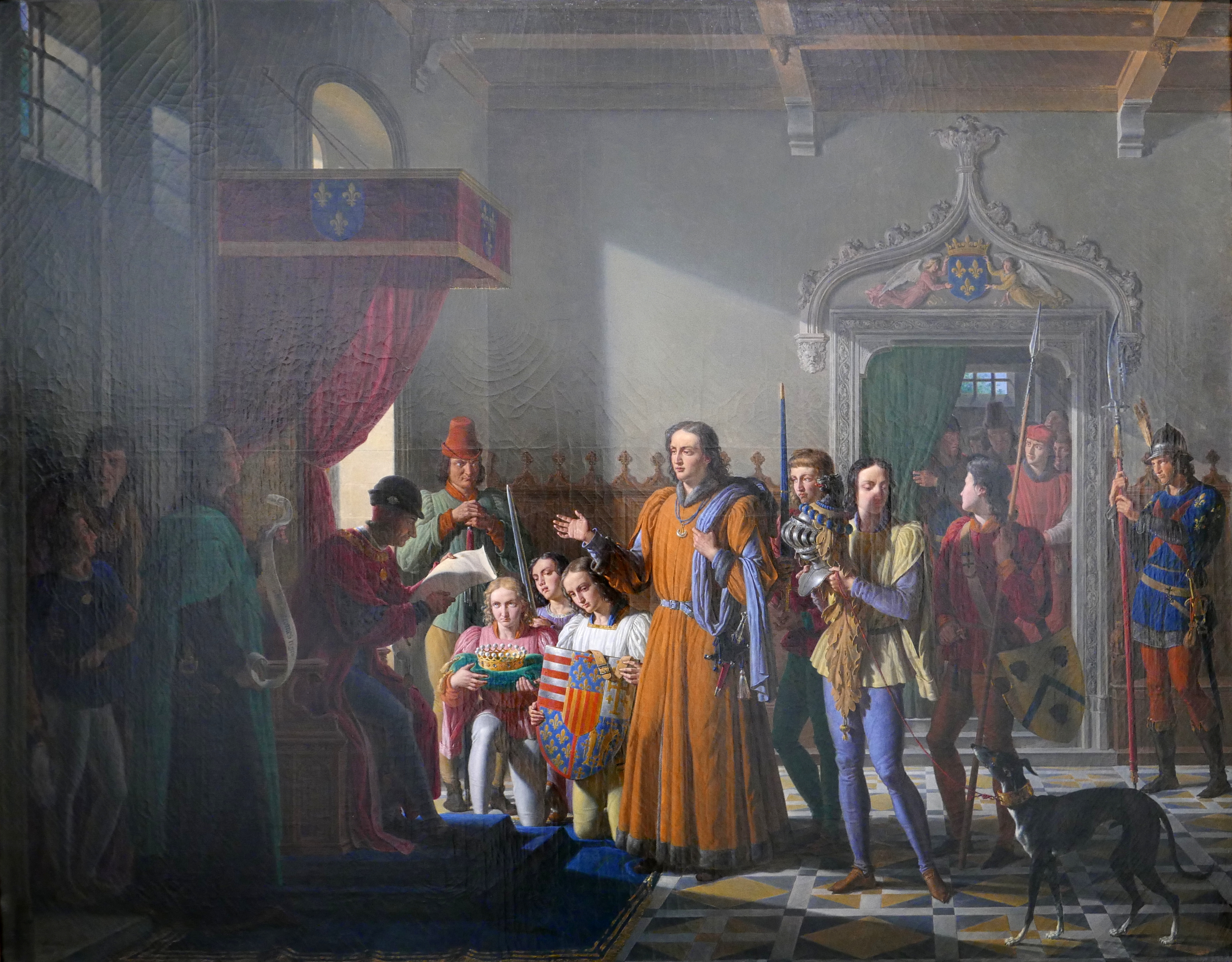
皮埃尔·雷瓦尔画作，路易十一从福尔班手中接过普罗旺斯对法国王室的捐赠契约，1840年，收藏于格拉内博物馆

完成联盟之后的普罗旺斯伯国在法律上仍然独立，但事实上已经被法国吞并，并作为法国的一个省进行管理和组织-1501年普罗旺斯议会（艾克斯议会）成立，同时享有一定程度的自主权，特别是在税收问题上，受到了严格的保护。此外，直到1789年，普罗旺斯领主仍然觉得他们独立于法国。

## 政治
下面的名字代表了普罗旺斯语经典拼写中的城镇名称（原始和传统）和所谓的米斯特拉尔拼写（现代和法语式拼写）。
翻译来自弗雷德里克·米斯特拉尔（Frédéric Mistral）的词典：Lou Trésor dòu Felibrige，将普罗旺斯伯国的几个主要城市的名称及其自然演变和受法语影响的名称分组，原始的-o词尾发音接近-ou，或词尾的-a几乎无声，有时类似于-o，有时类似于-e，见-a，取决于地区。传统的-nh变成了-gn，而它仍然使用葡萄牙语式的游唱诗人拼写。
米斯特拉尔拼写灵感来源于原始的经典拼写（在法语强烈影响之前），为语言提供了真实的图像，同时通常保留了语言的现代演变，如从-l到-u的辅音发音（辅音变成元音），尽管在朗格多克方言（奥克语）中保留。
但无论拼写如何，发音都是相同的。
经典拼写来源普罗旺斯语-法语词典（Diccionari provençau-français），由普罗旺斯大区，罗讷河口省委员会，普罗旺斯地区艾克斯市，戛纳市，勒卡内市和穆然市支持。
- 1. 马赛 Massilia（拉）—Maselha（经）—Marsiho（米）
- 2. 尼斯 Nicæa（拉）—Niza（经）—Niço（米）
- 3. 土伦 Telo Martius（拉）—Tolo（经）—Touloun（米）
- 4. 普罗旺斯地区艾克斯 Aquæ Sextiæ（拉）—Ais（经）—Ais（米）
- 5. 昂蒂布 Antipolis（拉）—Antibols（经）—Antibo（米）
- 6. 戛纳 Castrum de Canois—Canoa（经）—Cano（米）
- 7. 滨海拉塞讷 Sagena（拉）—Cenha（经）—La Sagno（米）
- 8. 耶尔 Areæ（拉）—Ad Yeras（经）—Iero（米）
- 9. 阿尔勒 Arelas（拉）—Arlese（经）—Arle（米）
- 10. 弗雷瑞斯 Forum Julii（拉）—Frejuls（经）—Frejus（米）
- 11. 格拉斯 Crassa（拉）—Grassa（经）—Grasso（米）
- 12. 马蒂格 Martigium（拉）—Martegues（经）—Lou Martegue（米）

## 文化

### 方言
普罗旺斯的历史语言是奥克语（奥克西塔尼主义者在1930年左右复兴了“langue d'oc”一词，取代了“langue provençale”，其方言为普罗旺斯方言。普罗旺斯方言也有几个分支：滨海方言（也称为马赛或中部方言）、罗达尼亚方言、阿尔卑斯方言（也称为加沃特）和尼斯方言。维瓦赖-阿尔卑斯方言或加沃特也被认为是普罗旺斯方言的一种变体。尼斯方言起源于中世纪的普罗旺斯，受到了一些意大利北部方言的影响。
弗雷德里克·米斯特拉尔（Frédéric Mistral）对奥克语的看法，当时被称为“普罗旺斯语”，现在更广泛地称为“奥克语”：“现代奥克语的主要方言是：普罗旺斯方言、朗格多克方言、加斯科涅方言、阿基坦方言、利穆赞方言、奥弗涅方言和多菲内方言。普罗旺斯方言包含罗达尼亚方言、马赛方言（滨海方言的旧名）、阿尔卑斯方言和尼斯方言。”
普罗旺斯还包括讲利古里亚语的飞地，在比奥特、瓦洛里斯、穆昂-萨尔图、蒙斯和埃斯克拉尼奥勒，这些飞地被称为菲贡（figoun）。芒通的芒通方言构成了与利古里亚语的过渡语。在滨海阿尔卑斯省东部边界的鲁瓦亚河谷，使用了鲁瓦亚方言及其变体布里加方言，这两种方言构成了利古里亚语与维瓦赖-阿尔卑斯方言的过渡方言。

## 名人
- 罗贝尔·吕菲，作家
- 让-艾蒂安-马里·波塔利斯（1746-1807），法学家，拿破仑法典的创作者之一，大革命中普罗旺斯权益的捍卫者。
- 安托万·特里亚尔（1737-1795），歌手和演员
- 让·吉勒（1668-1705），作曲家
- 巴泰勒米·代克（生卒年不详，活跃于1444-1470），画家
- 路易·帕罗塞尔（1634-1694），画家
- 夏尔·安德烈·范洛（1705-1765），画家
- 菲利普·索旺（1697-1792），画家
- 克洛德·约瑟夫·韦尔内 （1714-1789），画家
- 安托万·勒·穆瓦蒂里耶（1425-1493），雕塑家
- 让·佩吕（1650-1723），建筑师和雕塑家
- 富朗索瓦·弗兰克（1710-1793），建筑师，让-巴普蒂斯特·弗兰克的儿子。

## 纹章
金黄色盾牌和四条红色纵向条纹。
普罗旺斯的纹章被称为“古代”，其第一次证词可追溯到阿拉贡王国阿方索二世的孙子雷蒙·贝伦格五世（1209-1245）。
关于这个纹章的起源有几个假设。根据法国纹章学家米歇尔·帕斯图罗（Michel Pastoureau）的说法，这个纹章起源于普罗旺斯：他将其归因于阿尔勒王国，根据他的说法，巴塞罗那伯爵将纹章带回加泰罗尼亚。纳瓦尔的纹章学家福斯蒂诺·梅内德斯·皮达尔（Faustino Menéndez Pidal）驳斥了这一假设，他认为这一纹章并非是巴塞罗那伯爵从雷蒙·贝伦格四世那里带回，而是16世纪普罗旺斯伯爵通过雷蒙·贝伦格五世的祖父阿拉贡的阿方索二世从阿拉贡王室带回，而阿拉贡王国本身就是纹章的起源。